# 브루스반도

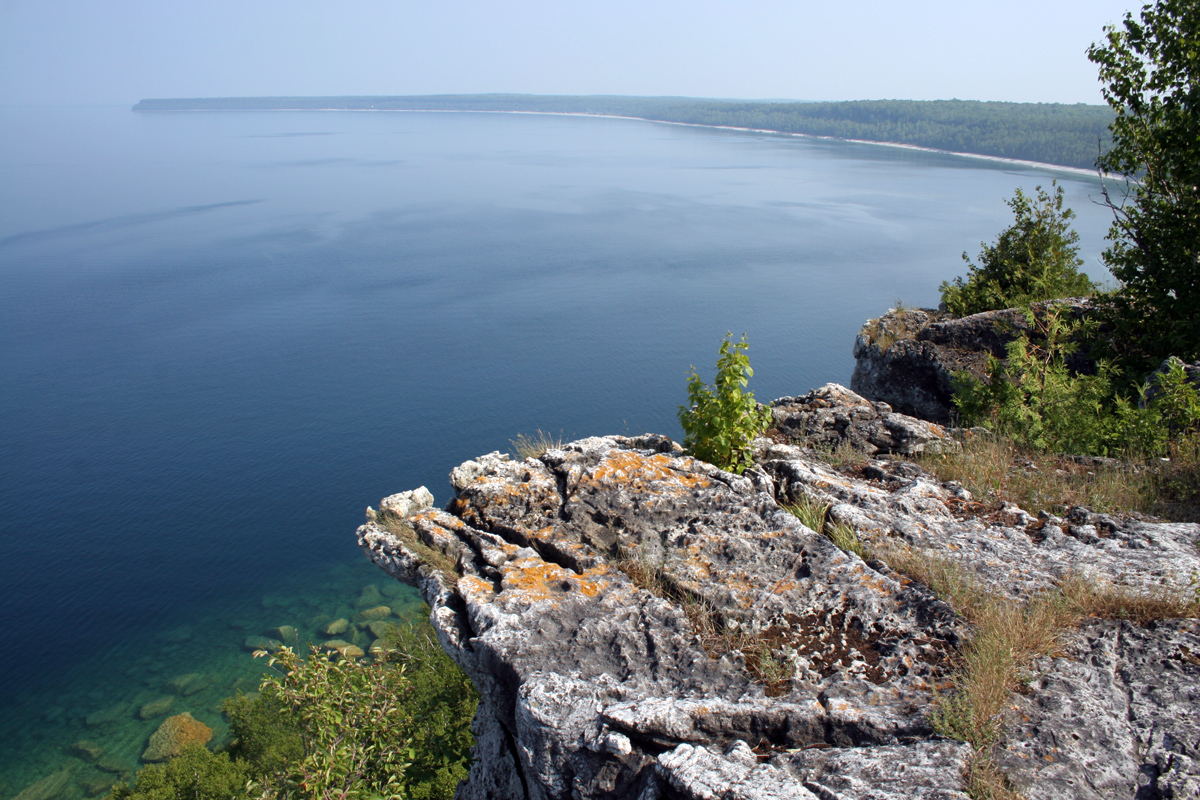
브루스반도에 있는 다이어스 베이 (Dyer's Bay)

브루스반도(Bruce Peninsula)는 북아메리카 휴런호에 있는 반도이다. 캐나다의 온타리오주에 속하며 브루스 카운티의 일부이다. 주요 도시는 토버머리가 있다.